# Periódico dos Pobres

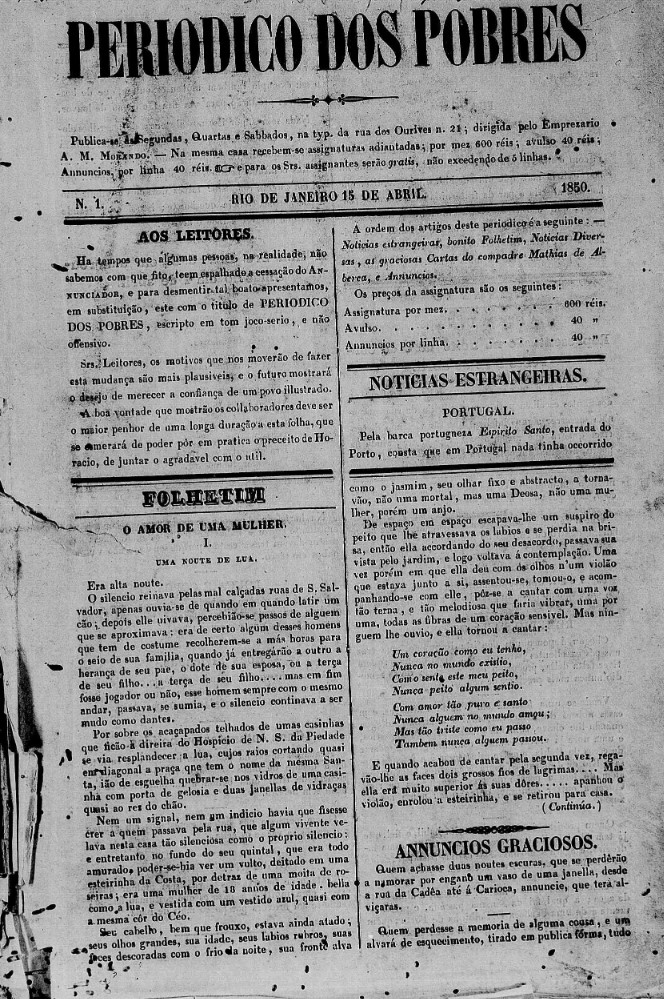
Primeira edição de Periódico dos Pobres (1850)

Periódico dos Pobres foi um jornal trissemanal pouco famoso do Rio de Janeiro aparecido em 15 de abril de 1850 para substituir O Annunciador. Machado de Assis publicou seu primeiro soneto nele, em 1854, dedicado à "Ilustríssima Senhora D.P.J.A" (Petronilha).